# 古荘健次郎

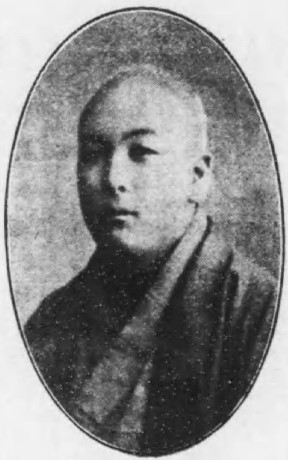
古荘健次郎

2代 古荘 健次郎（古莊、ふるしょう けんじろう、1890年（明治23年）2月28日 - 1948年（昭和23年）2月6日）は、大正から昭和前期の実業家、政治家。貴族院多額納税者議員。幼名・清七。

## 略歴
熊本県熊本市古川町（現:熊本市中央区古川町）で、繊維問屋・初代古荘健次郎の二男として生まれる。1909年（明治42年）熊本県立商業学校（現熊本県立熊本商業高等学校）を卒業した。1926年（大正15年）家督を相続し2代健次郎を襲名した。
1917年（大正6年）金貨メリヤス（大阪市淀川区）を買収し、1918年（大正7年）5月、金貨莫大小 (株) を設立して社長に就任。1933年（昭和8年）12月、持ち株会社・古荘合資会社を設立して代表社員となる。1934年（昭和9年）2月、所有不動産管理などのため古荘土地 (株) を設立し社長に就任。その他、肥後無尽社長、大阿蘇観光鉄道取締役、日清生命保険取締役、肥後銀行取締役、白木屋取締役、井筒屋百貨店監査役、熊本商工会議所顧問、熊本県商工経済会会頭などを務め、最盛期の関連企業従業員は1万人を超えるまでになった。また九州産業交通の創設にも参画した。
1939年（昭和14年）貴族院多額納税者議員選挙で互選され、同年9月29日に就任し、研究会に属して活動し1947年（昭和22年）5月2日の貴族院廃止まで在任した。この間、1943年（昭和18年）2月、大政翼賛会熊本県支部常務委員に就任し、熊本県食糧営団評議員なども務めた。その後、公職追放となった。